# Jatiuwung (plaats)
Jatiuwung is een bestuurslaag in het regentschap Tangerang van de provincie Banten, Indonesië. Jatiuwung telt 16.099 inwoners (volkstelling 2010).